# برويت إيجو

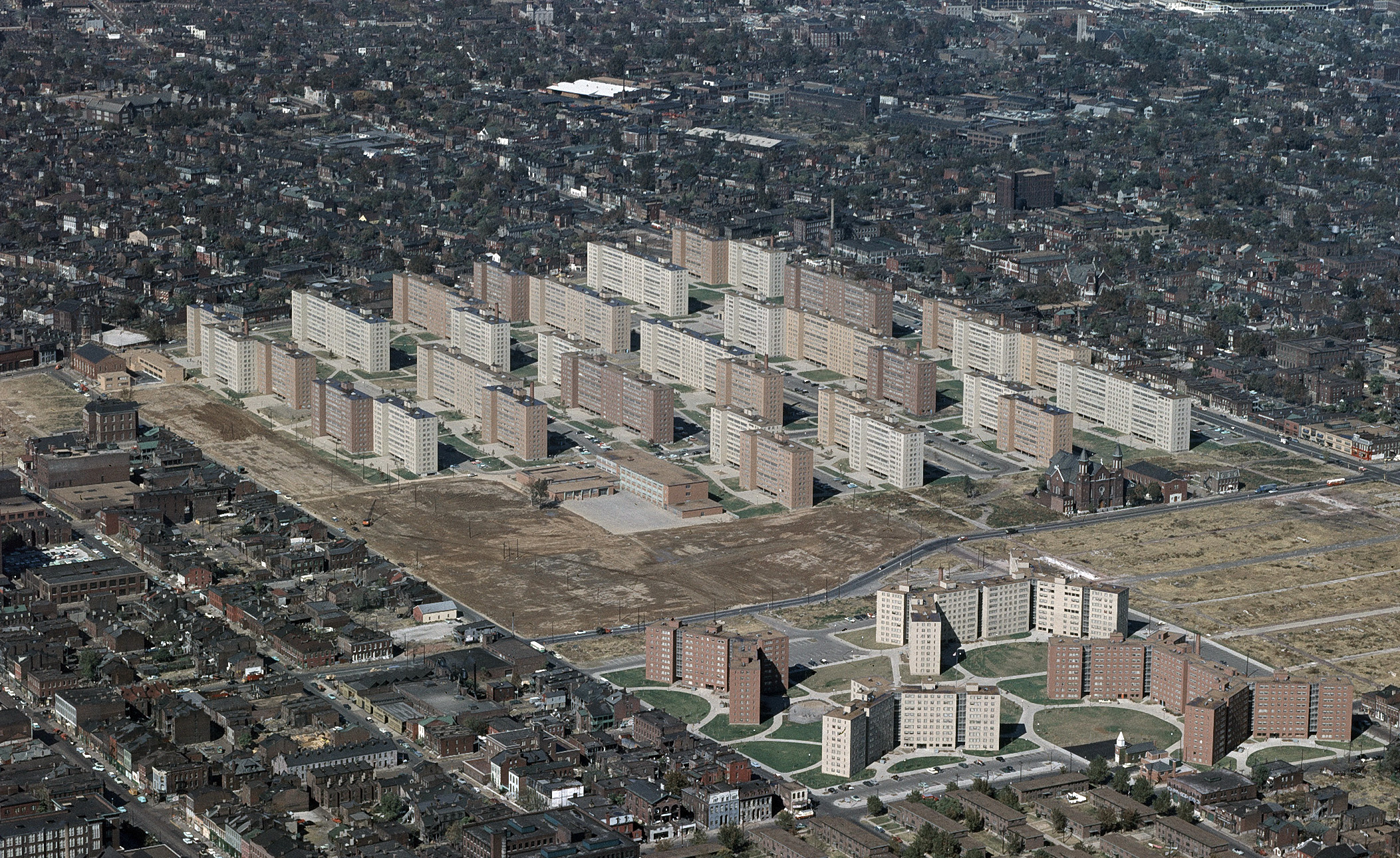
صورة جوية لإسكان برويت-إيجو في سانت لويس، ميزوري، حيث امتد على مساحة 57 فدان.

برويت-إيجو (بالإنجليزية: Pruitt-Igoe) هو اسم مشروع إسكان عام أنشئ في الخمسينيّات من القرن العشرين في سانت لويس، ميزوري في الولايات المتحدة. كان المشروع، الذي شمل على 33 مبنى لكل منها 11 طابقًا، يُعرف بكونه مركزًا للعنف والجريمة والعزل العنصري. لذلك، تم التخلّي عنه تقريبًا في أواخر الستّينيات وتم تدميره بالكامل في السبعينيّات. يتم اليوم استخدام منطقة المشروع لعدة مدارس، والتي تمتد على مساحة 57 فدان.
سُميّ هذا المجمّع السكني بهذا الاسم تكريمًا لكل من وندل برويت، وهو طيار مقاتل أمريكي من أصل أفريقي في الحرب العالميّة الثانية، وويليام إيجو، عضو سابق في الكونغرس الأمريكي. وقد تم تخطيط المدينة في الأصل لتكون في قسمين: منازل وندل برويت للسكّان السود، وشقق ويليام إيجو للسكّان البيض. كما كان المعمار الأمريكي من أصل ياباني مينورو ياماساكي مصمِّم المشروع، وهو الذي صمَّم أيضًا برجيّ نيويورك التوأم ومطار سانت لويس الدولي.
تم اعتبار هدم هذا المشروع عام 1972 مقدمةً لنهاية عصر الحداثة في العمارة وبدايةً لعمارة ما بعد الحداثة. كما وصفها المؤرخ المعماري تشارلز جنكس: «اليوم الذي ماتت فيه عمارة الحداثة». كما أصبح المشروع أيقونة لفشل التجديد الحضري وسياسات الإسكان العامّة.

## وصلات خارجية
- «عمارة ما بعد الحداثة» كسر الاعتياد وتحطيم المألوف